# DOHH
DOHH (англ. Deoxyhypusine hydroxylase) – білок, який кодується однойменним геном, розташованим у людей на короткому плечі 19-ї хромосоми. Довжина поліпептидного ланцюга білка становить 302 амінокислот, а молекулярна маса — 32 904.
| 10         |  | 20         |  | 30         |  | 40         |  | 50         |
| ---------- |  | ---------- |  | ---------- |  | ---------- |  | ---------- |
| MVTEQEVDAI |  | GQTLVDPKQP |  | LQARFRALFT |  | LRGLGGPGAI |  | AWISQAFDDD |
| SALLKHELAY |  | CLGQMQDARA |  | IPMLVDVLQD |  | TRQEPMVRHE |  | AGEALGAIGD |
| PEVLEILKQY |  | SSDPVIEVAE |  | TCQLAVRRLE |  | WLQQHGGEPA |  | AGPYLSVDPA |
| PPAEERDVGR |  | LREALLDESR |  | PLFERYRAMF |  | ALRNAGGEEA |  | ALALAEGLHC |
| GSALFRHEVG |  | YVLGQLQHEA |  | AVPQLAAALA |  | RCTENPMVRH |  | ECAEALGAIA |
| RPACLAALQA |  | HADDPERVVR |  | ESCEVALDMY |  | EHETGRAFQY |  | ADGLEQLRGA |
| PS         |  |            |  |            |  |            |  |            |

A: Аланін

C: Цистеїн

D: Аспарагінова кислота

E: Глутамінова кислота

F: Фенілаланін

G: Гліцин

H: Гістидин

I: Ізолейцин

K: Лізин

L: Лейцин

M: Метіонін

N: Аспарагін

P: Пролін

Q: Глутамін

R: Аргінін

S: Серин

T: Треонін

V: Валін

W: Триптофан

Кодований геном білок за функцією належить до оксидоредуктаз. 
Задіяний у такому біологічному процесі, як ацетилювання. 
Білок має сайт для зв'язування з іонами металів, іоном заліза. 